# Frullania cyparioides
Frullania cyparioides là một loài rêu tản trong họ Jubulaceae. Loài này được (Schwägr.) Gottsche, Lindenb. & Nees miêu tả khoa học lần đầu tiên năm 1845.